# Sarıveliler
Sarıveliler é um distrito (em turco:  ilçeler) da província de Caramânia que faz parte da região de Anatólia Central da Turquia. Em 2009 a sua população era de  habitantes, dos quais  moravam na cidade.